# Ottmarsheim
Ottmarsheim is een gemeente in het Franse departement Haut-Rhin (regio Grand Est) en telde op 1 januari 2022 2.025 inwoners.
De gemeente maakt deel uit van het arrondissement Mulhouse en sinds 22 maart 2015, toen het kanton Illzach waar Ottmarsheim deel van uitmaakte werd opgeheven, van het kanton Rixheim.

## Geografie
De oppervlakte van Ottmarsheim bedroeg op 1 januari 2022 25,67 vierkante kilometer; de bevolkingsdichtheid was toen 78,9 inwoners per km².

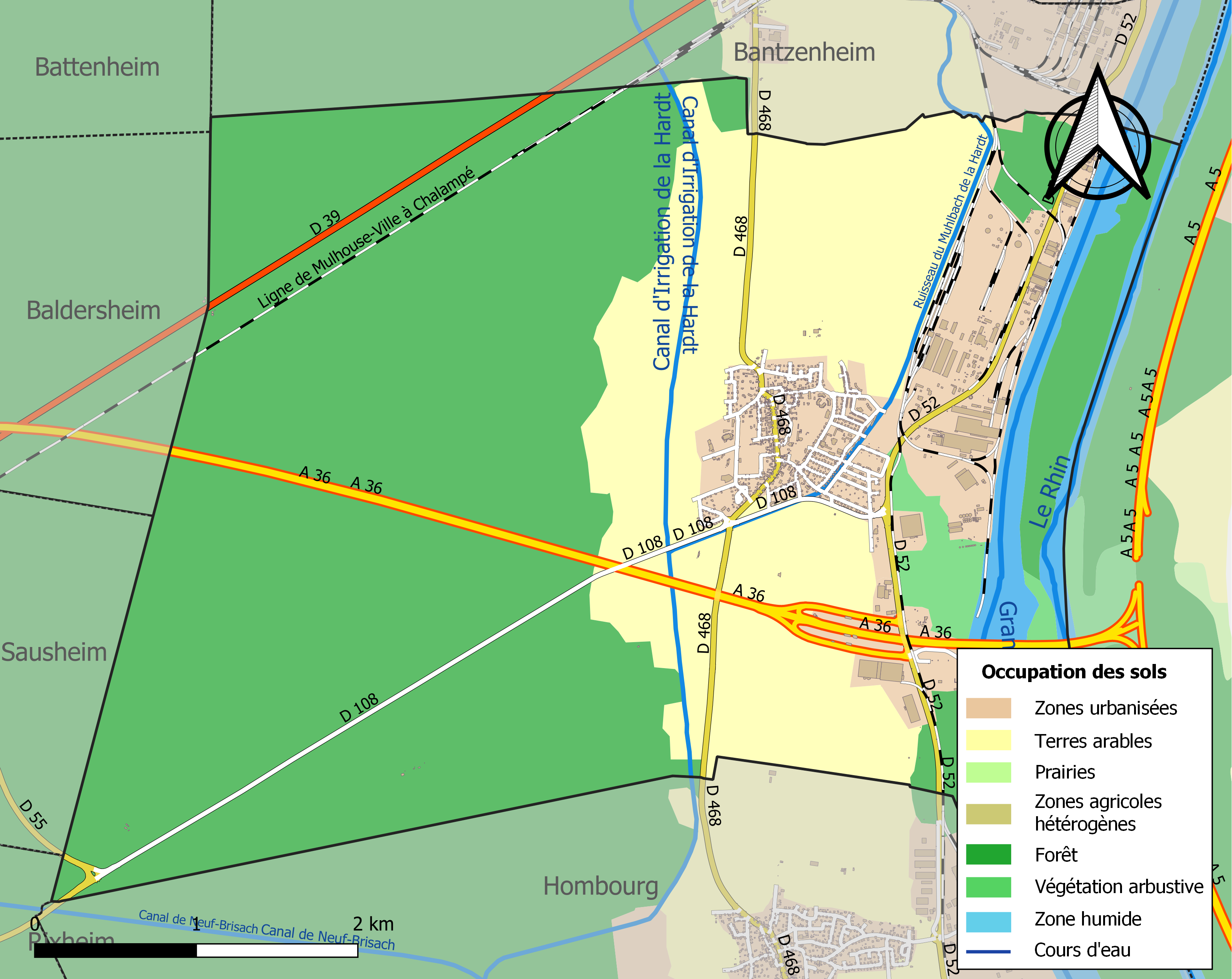
Kaart van de gemeente met de belangrijkste infrastructuur, bodemgebruik en omliggende gemeenten

## Demografie
Onderstaande figuur toont het verloop van het inwonertal (bron: INSEE-tellingen).